# أوسكار فلوريس سانشيز
أوسكار فلوريس سانشيز (بالإسبانية: Oscar Flores Sánchez)‏ هو سياسي مكسيكي، ولد في 22 يونيو 1907 في سيوداد خواريز في المكسيك، وتوفي في 20 نوفمبر 1986. حزبياً، نشط في الحزب الثوري المؤسساتي.